# Nigüella
Nigüella – gmina w Hiszpanii, w prowincji Saragossa, w Aragonii, o powierzchni 30,42 km². W 2011 roku gmina liczyła 74 mieszkańców.